# Brzina 2
Brzina 2 je američki akcijski film iz 1997. godine te nastavak filma Brzina. Film je režirao nizozemski redatelj Jan de Bont a glavne uloge tumače Sandra Bullock, Jason Patric i Willem Dafoe. Film je prošao veoma loše kod kritičara i publike te je nominiran za osam Zlatnih malina te je dobio nagradu za najgori nastavak.
Sam Keanu Reeves koji je tumačio glavnu ulogu u prvom filmu, odbio je glumiti u nastavku jer je sa svojom rock skupinom Dogstar odlučio krenuti na dužu turneju procjenjujući da nastavak filmske sage jednostavno nema dovoljno potencijala za ponovno osvajanje publike.

## Vanjske poveznice
- Brzina 2 na IMDb